# Coureur de dot (film, 1924)
Pour les articles homonymes, voir Coureur de dot.
Pour plus de détails, voir Fiche technique et Distribution.
Coureur de dot (Dangerous Money) est un film américain réalisé par Frank Tuttle, sorti en 1924.

## Fiche technique
- Titre français : Coureur de dot
- Titre original : Dangerous Money
- Réalisation : Frank Tuttle
- Scénario : Julie Herne (adaptation), John Russell (scénario), d'après Clark's Field de Robert Herrick
- Photographie : J. Roy Hunt
- Production : Adolph Zukor, Jesse L. Lasky
- Société de distribution : Paramount Pictures
- Pays d'origine :  États-Unis
- Format : Noir et blanc - 1,33:1 - Film muet
- Durée : 60 minutes
- Date de sortie : 
  - États-Unis : 13 octobre 1924
  - France : 6 novembre 1925 (Lille)[1]

## Distribution
- Bebe Daniels : Adele Clark
- Tom Moore : Tom Sullivan
- William Powell : Prince Arnoldo da Pescia
- Dolores Cassinelli : Signorina Vitale
- Mary Foy : Tatie Clark
- Edward O'Connor : Sheamus Sullivan
- Peter Lang : Juge Daniel Orcutt
- Charles Slattery : O'Hara